# Göygöl
Göygöl (ook Goygol) is een stad in Azerbeidzjan en is de hoofdplaats van het district Göygöl. Tot 2008 stond de plaats bekend als Xanlar.
De stad telt 17.700 inwoners (01-01-2012).